# André-Aimé Pariset
Pour les articles homonymes, voir Pariset.
André-Aimé Pariset, né le 21 mars 1795 à Paris et mort le 25 janvier 1872 à Boulogne-sur-Seine, était un administrateur colonial français.

## Biographie
Fils d'un négociant en draps, il fait d'excellentes études au Lycée Napoléon et entre au Pensionnat normal parmi les élèves de la promotion de 1813.
Il commence sa carrière coloniale à la Guadeloupe au poste de chef du bureau des douanes à Marie-Galante. Passé préposé des douanes au Moule en 1816, il est nommé commis principal de la Marine en 1819. 
Ce fonctionnaire efficace et instruit bénéficie d'un avancement rapide. Il est successivement promu sous-commissaire de la Marine le 14 septembre 1822, commissaire de la Marine de 2e classe le 18 mars 1827 et commissaire de 1e classe le 26 février 1834. Il est élevé au grade de commissaire général de la Marine de 2e classe le 8 septembre 1841.
Il exerce les fonctions de commissaire ordonnateur en Guyane du 1er octobre 1829 au 2 juillet 1835. Durant cette période, il assure l'intérim des fonctions du gouverneur Jean Jubelin (en congé en métropole) du 24 avril 1834 au 5 mai 1835. 
Il repasse ensuite en Guadeloupe comme inspecteur, puis occupe le poste d'ordonnateur de la colonie du 29 juillet 1837 au 26 avril 1844. Pendant ce séjour, il seconde avec efficacité et dévouement le gouverneur Gourbeyre, notamment dans l'organisation des secours après le tremblement de terre du 8 février 1843. Il est amputé du bras gauche en 1843 à la suite d'une blessure infectée par la gangrène.
Rappelé en métropole pour prendre la tête des services d'inspection de la Marine, Pariset est promu contrôleur en chef de la Marine le 27 décembre 1844. Nommé gouverneur de la Guyane française le 19 septembre 1845, il prend ses fonctions à Cayenne le 18 février 1846, relevant le commissaire de la Marine Cadéot qui avait assuré l'intérim jusqu'à sa venue. En septembre 1847, il est l'auteur d'un projet de loi adressé à son ministre de tutelle proposant d'affecter un crédit de 30 millions de francs pour l'abolition de l'esclavage. Son action est également marquée par l'aplanissement de litiges frontaliers entre la France et le Brésil. Il est le seul gouverneur colonial de la monarchie de Juillet conservé en poste avec le titre de commissaire de la République en 1848. Il remet ses pouvoirs à son successeur par intérim, le capitaine de vaisseau Eugène Maissin, le 16 mai 1850.
À son retour à Paris, il est nommé membre d'une « commission chargée de l’étude de la question de la déportation », à laquelle sa connaissance approfondie de la Guyane et de ses installations pénitentiaires apporte une expertise de première main. Sa participation à ces travaux aboutit à la publication de son avis Sur la déportation des condamnés aux travaux forcés (Paris, de Soye, 1851, 78 p.). Il sert ensuite comme inspecteur en chef de la Marine à Toulon en 1853, puis achève sa carrière en 1858 en siégeant au Conseil d'Amirauté.
Décoré de l'ordre de Saint-Louis en 1829, André-Aimé Pariset a été fait chevalier de la Légion d'honneur en 1832, officier en 1845, commandeur du même ordre en 1851, et enfin élevé à la distinction de Grand officier en 1858.

## Sources
- Mémorial de l'Association des anciens élèves de l'École normale 1846-1876, 1877, p. 367.
- Jean-Baptiste-Marie-Augustin Gourbeyre et Claude Thiébaut : Sur les ruines de la Pointe-à-Pitre, L'Harmattan, 2008, p. 14-15.
- Annuaire de la Guadeloupe, année 1860, p.199.
- Annuaire de la Guyane française, année 1861, p.67-68.